# Stefania Rodríguez
Stefania Rodríguez (* 13. Oktober 1989 in Viedma) ist eine argentinische Handballspielerin. Sie war eines der ersten Mitglieder der argentinischen Nationalmannschaft im Beachhandball.
Rodríguez studierte von 2008 bis 2013 Psychologie an der Universidad de Buenos Aires.

## Handball
Stefania Rodríguez spielt in der höchsten argentinischen Spielklasse für CA Vélez Sarsfield. 2010 gewann sie mit der Mannschaft, zu der neben ihr auch Valeria Miranda, Samanta Brizuela, Fernanda Roveta, Jésica Presas und Melina Brizuela gehörten, die argentinische Meisterschaft.
Nach einem ersten Versuch bei den ersten Pan-Amerikanischen Meisterschaften 2004 dauerte es bis 2008, dass Argentinien mit Nachdruck am Aufbau einer Beachhandball-Nationalmannschaft arbeitete. Zur ersten Generation dieser Spielerinnen gehörte kurzzeitig auch Rodríguez. Bei einem ersten gemischten Turnier mit Nationalmannschaften und Vereinen in Rawson, das Argentinien auf dem letzten Rang beendete, war Rodríguez noch nicht Teil der Auswahl. Hier debütierte sie bei den folgenden Panamerika-Meisterschaften 2008, wo sie neben den späteren langjährigen Leistungsträgerinnen der Nationalmannschaft, Celeste Meccia, Florencia Ibarra, Marina Imbrogno und Ivana Eliges sowie ihrer Teamkollegin von Vélez Sarsfield, Fernanda Roveta berufen wurde. Argentinien verpasste als viertplatzierte Mannschaft knapp eine Medaille. Seitdem wurde Rodríguez nicht mehr berufen.